# Byggherre
Byggherre är enligt plan- och bygglagen (PBL) den som för egen räkning utför eller låter utföra byggnads-, rivnings- eller markarbeten genom en byggentreprenör eller byggmästare. Byggherren skall se till att arbetena utförs enligt bestämmelserna i PBL och enligt föreskrifter eller beslut som har meddelats med stöd av PBL. Byggherren skall vidare se till att kontroll och provning utförs i tillräcklig omfattning. Byggherren är också ansvarig för det mesta som har med arbetsmiljö att göra, bland annat att upprätta en arbetsmiljöplan.